# Karolina Brunšvická
Karolina Brunswick-Wolfenbüttel, (německy: Caroline Amalie Elisabeth von Braunschweig-Wolfenbüttel; 17. května 1768, Brunšvik – 7. srpna 1821, Londýn) byla jako manželka britského krále Jiřího IV. britskou královnou.

## Biografie
Karolina se narodila jako třetí ze sedmi dětí Karla Viléma Ferdinanda, vévody brunšvicko-wolfenbüttelského a jeho manželky Augusty Frederiky, waleské princezny, sestry britského krále Jiřího III.

### Manželství a dcera

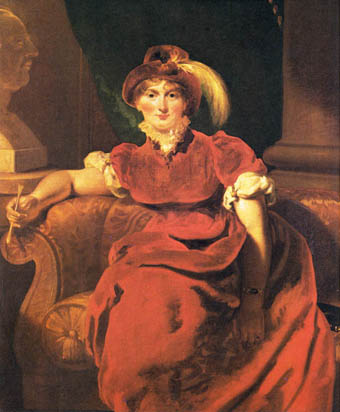
Karolina Brunšvická na portrétu kolem roku 1804

V 27 letech se provdala za svého bratrance, 33letého waleského prince Jiřího Augusta, budoucího britského krále Jiřího IV. Ze strany ženichovy předcházely sňatku složité peripetie: ve svých 21 letech se zamiloval do dvakrát ovdovělé katoličky Marie Anny Fitzherbert; sňatek s ní mu byl ovšem podle Act of Settlement z roku 1701 zapovězen pod hrozbou ztráty nároku na trůn.
Jiří podle jiného nařízení, Royal Marriages Act z roku 1772, potřeboval ke sňatku souhlas krále, který mu ho z pochopitelných důvodů nedal, Jiří se však s ní přesto – tajně a bez souhlasu krále – 15. prosince roku 1785 oženil, podle výše uvedeného zákona však sňatek byl neplatný, paní Fitzherbert však věřila, že je legitimní, pokládajíc zákony katolické církve za nadřazené zákonům státu a anglikánské církve. Z politických důvodů byl sňatek utajen. Způsob života prince Jiřího vedl nicméně k postupnému enormnímu narůstání jeho dluhů;, jejich placení řešil několikrát parlament. Nakonec se král Jiří III. rozhodl mu pomoci, ovšem pouze za předpokladu, že se ožení podle práva. Za nevěstu byla vybrána Karolina Brunšvická.
Svatební obřad Karoliny a Jiřího se uskutečnil 8. dubna roku 1795 v St James's Palace v Londýně.
Manželství, k němuž byl ženich takto donucen, se zákonitě ukázalo jako fatálně nezdařilé a po celou dobu jeho trvání Jiří dával pocítit manželce svou nenávist. Stavěl se k ní od počátku negativně, již jako novomanžel označil Karolinu za nepřitažlivou ženu nedbající o hygienu a navíc ji podezíral, že v okamžiku svatby nebyla již panna. Karolina rovněž považovala Jiřího za málo atraktivního; když přesně za devět měsíců porodila dceru Šarlotu Augustu (7. ledna 1796), bylo narození malé princezny považováno za „zázračné“, neboť jak vyplynulo z pozdější princovy korespondence, měl Jiří za společného života se svou manželkou pouze tři intimní kontakty. Jiří dítě od matky drasticky odtrhl několik dní po narození. Když měla Šarlota Augusta několik měsíců, její rodiče se formálně odloučili.

### Zavržená královna

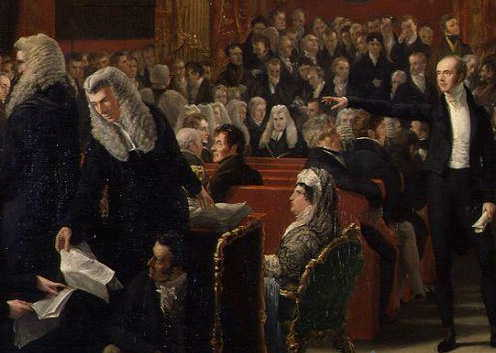
Soud s Karolinou Brunšvickou (výřez z velkého obrazu)

Karolina neměla žádnou možnost vychovávat svou dceru a v roce 1799 byla vypovězena do soukromé rezidence v Blackheath, známé jako „Pagoda“, kde měla mít cizoložné vztahy s politikem Georgem Canningem a admirálem Sirem Sydney Sithem. Po sledování jejího soukromého života jejím manželem Carolina odjela ze země do Evropy, zanechávajíc po sobě cestou po kontinentu velké dluhy a různé milence; mezi nimi nejznámější byl Ital Bartolomeo Pergami.
Mezitím se jediná dcera Karoliny a Jiřího provdala a nedlouho po svatbě (v roce 1817) zemřela při porodu svého prvního dítěte, které se narodilo mrtvé.
Po smrti Jiřího III. roku 1820 se stal Jiří IV. jeho nástupcem. Karolina se vrátila do Anglie, ale Jiřího vztahy k ní se nezměnily a byly velmi chladné. Odmítl ji přiznat práva manželky krále a její jméno bylo vynecháno i v knize obecných modliteb. Král se pokoušel dosáhnout jejich rozvodu, ale byl od toho svými přáteli zrazován, protože by vyšly najevo podrobnosti o jeho rozmařilém životě. Proto se Jiří pokusil roku 1820 dosáhnout rozvodu návrhem Zákona o pokutách a trestech, ve kterém navrhoval, aby parlament mohl uvalit trest bez projednání záležitosti před soudem. Pomocí tohoto zákona chtěl dosáhnout anulování svého sňatku. Zákon se ale setkal s velkým odporem veřejnosti a byl z parlamentu stažen. Jiří se rozhodl Karolínu vyloučit z účasti na své korunovaci 19. června 1821, třebaže byla stále britskou královnou a měla být korunována spolu s ním.
Přes všechna protivenství Jiřího proti ní byla Karolina u Britů velmi populární.

### Smrt

Znak Karoliny Brunšvické

V noci po korunovaci Karolina onemocněla – zvracela a měla slabý puls. Zemřela o dva týdny později, 7. srpna 1821 ve svých 53 letech. Byla poslední královnou, která nepřežila svého manžela.
Přesnou příčinu její smrti se nikdy nepodařilo stanovit kvůli Karolině samotné – věděla, že umírá a žádala, aby se neprovedla její pitva.
I během svým posledních okamžiků byla přesvědčena, že je sledována mužem jménem Lushington, který podával zprávy o jejím zdraví věrnému stoupenci královu, lordu Liverpoolovi. Důvod tohoto dohledu nad jejím úmrtním ložem je dosud zahalen tajemstvím a písemná dokumentace Karolinina skonu byla označena za extrém[zdroj?].
Třebaže byla podle práva zákonnou královnou Velké Británie, byla pohřbena – podle svého přání – ve svém rodišti Brunšviku.